# Boubakar Kouyaté
Boubakar "Kiki" Kouyaté, né le 15 avril 1997 à Bamako au Mali, est un footballeur international malien qui évolue au poste de défenseur central au Royal Antwerp.

## Biographie

### En club

#### Débuts
Boubakar Kouyaté, natif de Bamako au Mali, est formé dans l'un des clubs local, l'EFC Medine Bamako, avant de rejoindre le Maroc et le club du Kawkab Marrakech. Avec cette équipe, il inscrit deux buts en Botola.
En août 2016, il est recruté par le club portugais du Sporting CP. Cependant, il ne joue qu'avec l'équipe réserve du club.

#### ES Troyes AC
Le 23 janvier 2019, Boubakar Kouyaté s'engage en faveur de l'ES Troyes AC, pour un contrat de trois ans et demi.
Il inscrit son premier but en Ligue 2 avec l'ESTAC le 10 mai 2019, sur la pelouse du Clermont Foot. Son équipe s'impose deux buts à quatre ce jour-là. La saison suivante, il inscrit un total de cinq buts en Ligue 2 avec l'ESTAC.

#### FC Metz
Le 25 août 2020, l'ESTAC et le FC Metz trouvent un accord pour le transfert de Kouyaté pour environ 3,5 millions d'euros. Il s'engage avec les grenats jusqu'en 2024. 
Il joue son premier match pour Metz le 26 septembre 2020 contre l'Olympique de Marseille, faisant par la même occasion ses débuts en Ligue 1. Il entre en jeu à la place de Victorien Angban et les deux équipes se neutralisent (1-1). Kouyaté s'impose dans l'équipe dès sa première saison. Kouyaté inscrit son premier but pour Metz lors d'une rencontre de Ligue 1 face à l'OGC Nice le 21 février 2021. Titulaire, il ouvre le score et participe à la victoire de son équipe par deux buts à un.
Kouyaté marque son deuxième but pour Metz contre le Paris Saint-Germain le 22 septembre 2021, lors d'une rencontre de Ligue 1. Il ne peut toutefois pas empêcher la défaite de son équipe par deux buts à un.
Désireux de quitter le FC Metz à l'été 2022, Kouyaté refuse une convocation de son entraîneur Laszlo Bölöni pour un match de championnat. Le joueur est alors suspendu pour quatre jours par son club.

#### Montpellier HSC
Le 20 janvier 2023, "Kiki" Kouyaté quitte le FC Metz et rejoint le Montpellier HSC pour trois saisons et demi, contre une indemnité de 6 millions d'euros. Le MHSC est alors une des défenses les plus perméables de Ligue 1, ayant encaissé 40 buts en 20 rencontres de championnat. Kouyaté joue son premier match pour le MHSC le 1er février 2023, lors d'une rencontre de Ligue 1 face au Paris Saint-Germain. Il est titularisé et son équipe s'incline par trois buts à un. Il est installé en charnière central au côté de Christopher Jullien. Il dispute 15 rencontres de Ligue 1 sur la phase retour avec le club héraultais, toutes comme titulaires.
Sur la dynamique de sa deuxième partie de saison 2023-2024, Michel Der Zakarian en fait son titulaire en charnière centrale au côté de Bećir Omeragić pour débuter la saison 2023-2024. Il est suspendu pour trois rencontres suite à une grossière faute sur Takumi Minamino (14e, défaite 0-2) sur la pelouse de Monaco. Il part ensuite à la Coupe d'Afrique des nations. À son retour, il retrouve sa place de titulaire. Il conclut la saison avec 23 apparitions en Ligue 1, dont 22 titularisations et 2 passes décisives délivrées.
Royal Antwerp
Le 12 août 2025, Kiki Kouyaté quitte le MHSC et rejoint pour 3 saisons le Royal Antwerp FC en Belgique.

### En équipe nationale
Le 1er septembre 2017, il figure pour la première fois sur le banc des remplaçants de l'équipe nationale A, mais sans entrer en jeu, lors d'une rencontre face au Maroc rentrant dans le cadre des éliminatoires du mondial 2018. Son équipe s'incline lourdement six buts à zéro ce jour-là. Boubakar Kouyaté honore finalement sa première sélection avec l'équipe nationale du Mali, lors d'un match amical face au Sénégal, le 26 mars 2019. Il est titulaire ce jour-là, et le match se solde par une défaite des Maliens par deux buts à un. Il dispute sa première compétition internationale lors de la Coupe d'Afrique des nations 2019.
En décembre 2021, Kouyaté est retenu par le sélectionneur Mohamed Magassouba pour participer à la Coupe d'Afrique des nations 2021,. Le 2 janvier 2024, il est retenu dans la liste des vingt-sept joueurs maliens sélectionnés par Éric Chelle pour disputer la Coupe d'Afrique des nations 2023.